# Ljudmyla Oljanovs'ka
Ljudmyla Oleksandrivna Oljanovs'ka (in ucraino Людмила Олександрівна Оляновська?; Solobkivtsi, 20 febbraio 1993) è una marciatrice ucraina.

## Palmarès
| Anno | Manifestazione    | Sede       | Evento         | Risultato | Prestazione | Note                                     |
| ---- | ----------------- | ---------- | -------------- | --------- | ----------- | ---------------------------------------- |
| 2012 | Mondiali juniores | Barcellona | Marcia 10000 m | 4ª        | 45'53"50    |                                          |
| 2013 | Europei under 23  | Tampere    | Marcia 20 km   | Oro       | 1h30'37"    |                                          |
| 2013 | Mondiali          | Mosca      | Marcia 20 km   | 10ª       | 1h30'48"    |                                          |
| 2014 | Europei           | Zurigo     | Marcia 20 km   | Argento   | 1h28'07"    |                                          |
| 2015 | Europei under 23  | Tallinn    | Marcia 20 km   | Bronzo    | 1h28'41"    |                                          |
| 2015 | Mondiali          | Pechino    | Marcia 20 km   | Bronzo    | 1h28'13"    |                                          |
| 2021 | Giochi olimpici   | Tokyo      | Marcia 20 km   | 43ª       | 1h40'20"    |                                          |
| 2022 | Mondiali          | Eugene     | Marcia 20 km   | 12ª       | 1h31'42"    | Miglior prestazione personale stagionale |
| 2024 | Europei           | Roma       | Marcia 20 km   | Bronzo    | 1h28'48"    | Miglior prestazione personale stagionale |
| 2024 | Giochi olimpici   | Parigi     | Marcia 20 km   | 14ª       | 1h29'55"    |                                          |